# حمله نهایی (فیلم)
حمله نهایی (به هندی: Prahaar: The Final Attack) فیلمی محصول سال ۱۹۹۱ و به کارگردانی نانا پاتیکار است. در این فیلم بازیگرانی همچون نانا پاتیکار، مادهوری دیکشیت، دیمپل کاپادیا، حبیب تنویر، گاتوم جوگلکار ایفای نقش کرده‌اند.